# 巴里鎮區 (密歇根州)
巴里鎮區（英語：Barry Township）是位於美國密歇根州巴里縣的一個行政鎮區。

## 地方資料
巴里鎮區的面積為94.50平方千米，當中陸地面積為89.20平方千米，而水域面積為5.30平方千米。根據2020年美國人口普查的數據，當地共有人口3417人，而人口密度為每平方千米36.16人。